# Peter Daniel (Künstler)
Peter Daniel (* 1963) ist ein österreichischer Schriftsteller, Grafiker und Objektkünstler.

## Leben
Peter Daniel studierte Rechtswissenschaften und promovierte 1995. Er lebt als Künstler und Schriftsteller in Wien, Baden bei Wien und London. Er verfasst konkrete Poesie und visuelle Poesie. Er beschäftigt sich auch mit Design und  Fragen der Rechts-, Sozial-, Religions- und Kunstphilosophie sowie Politikwissenschaft.